# Contea di Wilkes (Carolina del Nord)
La contea di Wilkes, in inglese Wilkes County, è una contea dello Stato della Carolina del Nord, negli Stati Uniti. La popolazione al censimento del 2000 era di 65 632 abitanti. Il capoluogo di contea è Wilkesboro.